# Matthew Dubourg
Matthew Dubourg (* 1703 in London; † 3. Juli 1767 in London) war ein irischer Violinvirtuose und Komponist.

## Leben und Wirken
Matthew Dubourg, ein Schüler Francesco Geminianis, trat bereits als Kind öffentlich auf. Dubourg folgte 1728 Johann Sigismund Kusser als Kapell- und Konzertmeister in Dublin, wo er bis 1752 tätig war. Sein offizieller Titel war „Master and composer of state music in Dublin“. Hier gestaltete er mit seinem ehemaligen Lehrer Geminiani maßgeblich das örtliche Musikleben. Am 13. April 1742 leitete Dubourg die Uraufführung von Händels „Messiah“ mit nur 16 Chorsängern. 1752 folgte er Michael Christian Festing als Konzertmeister der „King’s Band“ in London. 1761 wurde Dubourg bei einem jährlichen Gehalt von 200 Pfund „Master of her Majesty’s Band“, diese Stelle übte er bis 1765 aus.
Beachtenswert sind die im Original seit 1975 verschollenen und noch auf Mikrofilm existierenden handschriftlichen Verzierungen Dubourgs zu mehreren Sätzen aus den Violinsonaten op. 5 von Arcangelo Corelli, die sich zuletzt im Nachlass des Musikforschers Marc Pincherle befanden.
Bei einer abendlichen Opernaufführung in Dublin im Jahre 1742 unter der Leitung des Komponisten Georg Friedrich Händel soll sich, so eine überlieferte Anekdote, Folgendes zugetragen haben: Konzertmeister Dubourg spielte eine Kadenz, in welcher er zwischenzeitlich über komplexe Modulationen sehr weit vom Thema abwich. Als er wieder zum Thema zurückkehrte, soll Händel so laut, dass ein Teil des Publikums es hören konnte, ausgerufen haben: „You are welcome home, Mr. Dubourg“.
Dubourg schrieb auch einige eigene Werke, die vorwiegend in Großbritannien aufgeführt und teils in Sammelbänden veröffentlicht wurden. Eine seiner Leidenschaften war es, bekannte irische Volksweisen (Tunes) im Stile des Spätbarocks zu verändern.

## Werke
- Violinkonzert
- Variations of Druid Tunes